# Luke Shaw
Luke Paul Hoare Shaw (sinh ngày 12 tháng 7 năm 1995) là một cầu thủ bóng đá chuyên nghiệp người Anh hiện đang thi đấu ở vị trí hậu vệ trái hoặc trung vệ cho câu lạc bộ Premier League Manchester United và đội tuyển bóng đá quốc gia Anh.
Shaw trưởng thành từ học viện bóng đá của Southampton và có trận đấu ra mắt chính thức cho đội một vào tháng 1 năm 2012. Anh ký hợp đồng chuyên nghiệp đầu tiên vào tháng 5 năm đó trước khi trở thành trụ cột của Southampton trong 2 mùa giải tiếp theo. Tháng 3 năm 2014, Shaw trở thành cầu thủ trẻ thứ hai đạt đến cột mốc 50 lần ra sân tại Premier League, sau Wayne Rooney. Anh chuyển đến Manchester United vào tháng 6 năm 2014.
Về sự nghiệp thi đấu quốc tế, ngày 5 tháng 3 năm 2014, anh có trận đấu đầu tiên cho đội tuyển Anh trong trận giao hữu thắng Đan Mạch 1–0.

## Tuổi thơ
Shaw sinh ra tại Kingston upon Thames, và học tại trường Rydens tại Hersham, Surrey. Shaw là cổ động viên của Chelsea và từ lúc tám tuổi đã đến học viện đào tạo trẻ của Chelsea tại Guildford nhưng đã không được nhận vào học.

## Sự nghiệp câu lạc bộ

### Southampton
Luke Shaw gia nhập học viện đào tạo bóng đá của Southampton từ năm tám tuổi và có mặt trong đội hình chính của U-18 Southampton từ năm 15 tuổi. Anh có mặt trong đội hình dự bị đội một lần đầu tiên từ tháng 9 năm 2011 trong trận đấu tại League Cup với Preston North End, mang áo số 34. Trong kỳ chuyển nhượng tháng 1 năm 2012, nhiều câu lạc bộ tại Giải bóng đá ngoại hạng Anh như Arsenal, Chelsea và Manchester City đã bày tỏ ý định chiêu mộ Shaw nhưng Southampton đã nhanh chóng từ chối và huấn luyện viên Nigel Adkins đã tuyên bố "Luke Shaw chiếm phần lớn trong kế hoạch tương lai của câu lạc bộ" cũng như câu lạc bộ "không có ý định cho bất kỳ cầu thủ trẻ nào ra đi".
Ngày 28 tháng 1 năm 2012, ở tuổi 16, Luke Shaw có trận đấu chính thức đầu tiên cho đội một Southampton tại đấu trường Cúp FA khi vào sân thay cho Jason Puncheon ở 13 phút cuối trận đấu với Millwall mà chung cuộc kết thúc với tỉ số 1-1. Kết thúc mùa giải 2011-12, Southampton trở lại Premier League sau 7 năm chơi ở các giải hạng dưới và Shaw trở thành một trong bốn cầu thủ trẻ được câu lạc bộ này đề nghị ký hợp đồng chính thức cùng với Jack Stephens, Calum Chambers và James Ward-Prowse.

#### Mùa bóng 2012-13
Anh có trận đầu tiên tại mùa giải 2012-13 trong chiến thắng 4-1 trước Stevenage tại League Cup và đến ngày 10 tháng 11, anh trở thành cầu thủ trẻ nhất trong lịch sử của Southampton có trận ra mắt tại Premier League với việc được chọn ra sân thi đấu trong trận hòa 1-1 với Swansea City. Vào cuối tháng 11 này, anh cũng tuyên bố là mình đang hạnh phúc tại Southampton và không có ý định rời câu lạc bộ.
Trong trận đấu cuối cùng trên cương vị huấn luyện viên trưởng Southampton của Nigel Adkins ngày 16 tháng 1 năm 2013, Shaw đã có đường chuyền cho Jason Puncheon gỡ hòa 2-2 khi bị Chelsea dẫn trước đến tận phút thứ 75. Vào tháng 3, anh có pha va chạm với tiền đạo của Norwich City là Grant Holt dẫn đến quả phạt đền nhưng may mắn là thủ môn Artur Boruc đã cản phá thành công, bảo toàn tỉ số 0-0 đến hết trận. Kết thúc mùa giải đầu tiên thi đấu chuyên nghiệp, Shaw có tổng cộng 28 lần ra sân cho Southampton, trong đó có đến 25 trận tại Premier League.

#### Mùa bóng 2013-14

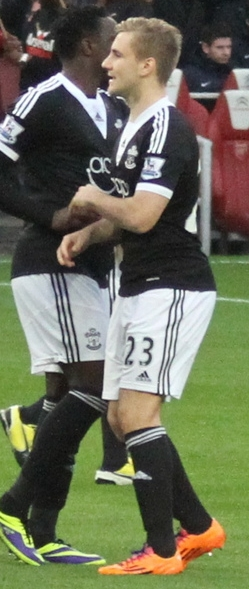
Shaw thi đấu cho Southampton năm 2013

Trong kỳ chuyển nhượng mùa hè 2013, Shaw tiếp tục nhận được sự quan tâm của một câu lạc bộ lớn khác là Manchester United. Tuy nhiên vào ngày 12 tháng 7 năm 2013, ngày sinh nhật thứ 18 của Shaw, anh đã ký hợp đồng mới có thời hạn năm năm với Southampton. Ngày 20 tháng 7, trong trận đấu giao hữu trước mùa giải thắng Palamós 8-0, Shaw đã ghi được một bàn thắng.
Trong trận đấu đầu tiên tại mùa giải 2013–14, Shaw đã đem về một quả phạt đền cho Southampton khi bị Youssouf Mulumbu của West Bromwich Albion phạm lỗi. Từ chấm phạt đền, tiền đạo Rickie Lambert đã ghi bàn thắng duy nhất của trận đấu. Vào tháng 3 năm 2014, anh trở thành cầu thủ trẻ nhất đạt đến cột mốc 50 trận tại Premier League - chỉ sau Wayne Rooney.
Ngày 18 tháng 4 năm 2014, anh có tên trong danh sách rút gọn sáu cầu thủ cho danh hiệu Cầu thủ trẻ xuất sắc nhất năm của Hiệp hội Cầu thủ Chuyên nghiệp Anh (PFA). Anh sau đó đã được chọn vào Đội hình xuất sắc nhất năm của PFA ở vị trí hậu vệ cánh trái. Kết thúc mùa giải, anh đã đá 35 trận tại Premier League cho Southampton và có một pha kiến tạo. Đây cũng là mùa giải cuối cùng của anh cho Southampton.

### Manchester United

##### Từ 2014 - 2019
Ngày 27 tháng 6 năm 2014, Shaw chính thức ký vào hợp đồng có thời hạn bốn năm với Manchester United. Phí chuyển nhượng của anh là 27 triệu £ và có thể lên đến 31 triệu £ tùy vào thành công của anh với câu lạc bộ mới. Giá trị chuyển nhượng này giúp Shaw trở thành cầu thủ bóng đá dưới 20 tuổi có giá trị chuyển nhượng cao nhất thế giới và là bản hợp đồng có giá trị chuyển nhượng cao thứ hai trong lịch sử Manchester United, sau Juan Mata được mua với giá 37 triệu £. Anh đã có trận đấu đầu tiên trong màu áo Manchester United trong trận đấu giao hữu trước mùa giải mới với LA Galaxy.
Luke Shaw bị chấn thương gân khoeo khiến anh không thể thi đấu trong vòng một tháng đầu tiên của mùa giải 2014–15. Phải đến ngày 27 tháng 9 năm 2014, anh mới có trận đấu chính thức đầu tiên cho MU, trong chiến thắng 2-1 trước West Ham United.
Ngày 16 tháng 9 năm 2015, trong lượt trận đầu tiên tại vòng bảng Champions League 2015/2016 giữa Manchester United và PSV Eindhoven, Shaw đã bị hậu vệ Hector Moreno của PSV vào bóng nguy hiểm khiến anh phải rời sân ở phút thứ 15 của trận đấu. Chấn thương này khiến anh phải nghỉ thi đấu ít nhất 6 tháng và chỉ bắt đầu trở lại luyện tập từ ngày 4 tháng 4 năm 2016. Shaw chỉ có thể ra sân lần đầu tiên sau chấn thương trong trận đấu tranh Community Shield Cup ngày 7 tháng 8 năm 2016, trận đấu mà United thắng Leicester City F.C. 2-1 để giành Siêu cúp Anh.
Anh có bàn thắng đầu tiên cho United trong trận đấu trước Leicester City F.C. ngày 10 tháng 8 năm 2018 khi United thắng 2-1. Shaw có phong độ cao trong tháng 8 và 9 năm đó, giúp anh hai lần giành được giải thưởng cầu thủ xuất sắc nhất tháng 8 và 9 năm 2018 của United, và lần thứ ba trong mùa nhận được giải thưởng vào tháng 3 năm 2019. Ngày 18 tháng 10 năm 2018, Shaw ký hợp đồng mới (5 năm) với United. Tháng 11 và 12 năm 2018 chứng kiến phong độ sa sút của cả đội và Shaw là một trong những cầu thủ bị đích danh huấn luyện viên José Mourinho chỉ trích là "..những đứa trẻ hư hỏng vì được yêu chiều quá mức" và là "..những tài năng triển vọng nhưng không biết cách cư xử và thiếu cá tính." Cuối mùa bóng anh được bình chọn cho hai giải thưởng của câu lạc bộ là Cầu thủ xuất sắc nhất trong năm (do các cầu thủ bầu) và Sir Matt Busby Player of the Year.

##### Mùa bóng 2020 - nay
Shaw trở thành hậu vệ cánh trái chủ chốt của United kể từ khi huấn luyện viên Ole Gunnar Solskjær nắm quyền đội bóng với phong độ ổn định từ mùa bóng 2019-2020. Nhưng Shaw lại sa sút phong độ kể từ sau Euro 2020 mặc dù đã có một phong độ chói sáng ở Đội tuyển bóng đá Anh ở Euro 2020 và có một mùa giải 2021-2022 thất bại cùng United.
Mùa giải 2022-2023 chứng kiến Shaw lấy lại phong độ cao dưới thời huấn luyện viên Erik ten Hag, anh gia hạn hợp đồng mới tới 2027 với United vào ngày 4 tháng 4 năm 2023. Không chỉ xuất sắc dưới vai trò hậu vệ cánh trái, Shaw còn thi đấu xuất sắc dưới vai trò trung vệ lệch trái trong nhiều trận đấu quan trọng của United. Ngày 26 tháng 2 năm 2023, Shaw có một kiến tạo trong bàn thắng mở tỉ số của United trước Newcastle United F.C. trong trận chung kết Cúp EFL 2023, qua đó giúp United thắng 2-0 và giành danh hiệu đầu tiên sau 6 năm.

## Sự nghiệp đội tuyển quốc gia
Luke Shaw bắt đầu thi đấu cho đội tuyển quốc gia Anh ở cấp độ U-16 từ năm 2011. Anh có trận đấu đầu tiên với U-16 Slovenia vào tháng 2 và có được một bàn thắng tại Giải đấu Montaigu, một giải đấu của các đội tuyển U-16 quốc gia vào lưới U-16 Uruguay. Sau đó, anh tiếp tục có màn ra mắt U-17 Anh vào tháng 8 trong trận đấu với U-17 Ý và có tổng cộng tám trận đấu cho U-17 Anh trong thời gian bảy tháng.
Vào tháng 1 năm 2013, anh lần đầu tiên được triệu tập vào U-21 Anh cho trận đấu với U-21 Thụy Điển nhưng anh đã không may mắc phải chấn thương. Sau đó dù chưa thi đấu trận nào cho U-21 Anh, anh vẫn được triệu tập tham dự Giải vô địch bóng đá U-21 châu Âu nhưng lại bị chấn thương vài ngày trước khi giải khai mạc và được thay thế bằng Jack Robinson.
Sau cùng Shaw cũng có trận đấu đầu tiên cho đội tuyển U-21 Anh vào ngày 5 tháng 9 năm 2013 gặp U-21 Moldova tại Vòng loại Giải vô địch bóng đá U-21 châu Âu 2015, và bốn ngày sau đó, anh đã thi đấu trọn 90 phút trong trận hòa 1-1 với U-21 Phần Lan.
Ngày 27 tháng 2 năm 2014, Shaw lần đầu tiên được triệu tập vào Đội tuyển bóng đá quốc gia Anh để chuẩn bị cho trận giao hữu với Đan Mạch. Anh được vào sân trong hiệp hai trận đấu với Đan Mạch thay cho Ashley Cole và chính thức trở thành cầu thủ trẻ nhất trong lịch sử câu lạc bộ Southampton có trận ra mắt đội tuyển Anh và là cầu thủ người Anh có trận đấu đầu tiên cho đội tuyển trẻ thứ ba, sau Theo Walcott và Michael Owen.
Ngày 12 tháng 5 năm 2014, Shaw được huấn luyện viên Roy Hodgson đưa vào danh sách 23 cầu thủ Anh tham dự World Cup 2014 tại Brasil.
Ngày 11 tháng 7 năm 2021, tại trận chung kết Euro 2020 gặp Ý trên sân nhà Wembley, Shaw là người ghi bàn thắng mở tỉ số trận đấu nhưng đến gần cuối hiệp 2 thì Leonardo Bonucci của Ý ghi bàn thắng gỡ hòa khiến tỉ số được giữ nguyên đến hết 120 phút thi đấu chính thức, buộc hai đội phải bước vào loạt sút 11m. Đội tuyển Anh sau đó giành vị trí á quân sau khi thất thủ trước Ý ở loạt sút này.
Tại World Cup 2022, Shaw là một trong số 26 cầu thủ của Đội tuyển bóng đá quốc gia Anh, và là hậu vệ trái xuất phát trong tất cả 5 trận đấu của Đội tuyển Anh tại World Cup 2022. Anh có một kiến tạo cho Jude Bellingham ghi bàn mở tỉ số trong trận mở màn của Đội tuyển Anh trước Iran (Anh thắng chung cuộc 6-2).

## Phong cách thi đấu
Vị trí sở trường của Shaw là hậu vệ cánh trái, và anh thường được so sánh với một cựu cầu thủ của Southampton trưởng thành từ học viện của câu lạc bộ này là Gareth Bale về tốc độ, khả năng đưa ra các quyết định và kỹ năng phòng thủ. Sir Trevor Brooking, cựu giám đốc phát triển bóng đá của Liên đoàn bóng đá Anh, đã khen ngợi Luke Shaw "như một cầu thủ dạn dày kinh nghiệm và có tố chất kĩ thuật bẩm sinh".

## Thống kê sự nghiệp

### Câu lạc bộ
Tính đến 18 tháng 2 năm 2024.
| Câu lạc bộ          | Mùa bóng            | Giải vô địch quốc gia | Giải vô địch quốc gia | Giải vô địch quốc gia | FA Cup | FA Cup | League Cup | League Cup | Cup Châu Âu | Cup Châu Âu | Khác | Khác | Tổng cộng | Tổng cộng |
| Câu lạc bộ          | Mùa bóng            | Hạng đấu              | Trận                  | Bàn                   | Trận   | Bàn    | Trận       | Bàn        | Trận        | Bàn         | Trận | Bàn  | Trận      | Bàn       |
| ------------------- | ------------------- | --------------------- | --------------------- | --------------------- | ------ | ------ | ---------- | ---------- | ----------- | ----------- | ---- | ---- | --------- | --------- |
| Southampton         | 2011–12             | Championship          | 0                     | 0                     | 1      | 0      | 0          | 0          | —           | —           | —    | —    | 1         | 0         |
| Southampton         | 2012–13             | Premier League        | 25                    | 0                     | 1      | 0      | 2          | 0          | —           | —           | —    | —    | 28        | 0         |
| Southampton         | 2013–14             | Premier League        | 35                    | 0                     | 3      | 0      | 0          | 0          | —           | —           | —    | —    | 38        | 0         |
| Southampton         | Tổng cộng           | Tổng cộng             | 60                    | 0                     | 5      | 0      | 2          | 0          | 0           | 0           | 0    | 0    | 67        | 0         |
| Manchester United   | 2014–15             | Premier League        | 16                    | 0                     | 4      | 0      | 0          | 0          | —           | —           | —    | —    | 20        | 0         |
| Manchester United   | 2015–16             | Premier League        | 5                     | 0                     | 0      | 0      | 0          | 0          | 3           | 0           | —    | —    | 8         | 0         |
| Manchester United   | 2016–17             | Premier League        | 11                    | 0                     | 1      | 0      | 2          | 0          | 4           | 0           | 1    | 0    | 19        | 0         |
| Manchester United   | 2017–18             | Premier League        | 11                    | 0                     | 4      | 0      | 3          | 0          | 1           | 0           | 0    | 0    | 19        | 0         |
| Manchester United   | 2018–19             | Premier League        | 29                    | 1                     | 3      | 0      | 0          | 0          | 8           | 0           | —    | —    | 40        | 1         |
| Manchester United   | 2019–20             | Premier League        | 24                    | 0                     | 3      | 1      | 2          | 0          | 4           | 0           | —    | —    | 33        | 1         |
| Manchester United   | 2020–21             | Premier League        | 32                    | 1                     | 3      | 0      | 2          | 0          | 10          | 0           | —    | —    | 47        | 1         |
| Manchester United   | 2021–22             | Premier League        | 20                    | 0                     | 2      | 0      | 0          | 0          | 5           | 0           | —    | —    | 27        | 0         |
| Manchester United   | 2022–23             | Premier League        | 31                    | 1                     | 4      | 0      | 3          | 0          | 9           | 0           | —    | —    | 47        | 1         |
| Manchester United   | 2023–24             | Premier League        | 12                    | 0                     | 1      | 0      | 0          | 0          | 2           | 0           | —    | —    | 15        | 0         |
| Manchester United   | Tổng cộng           | Tổng cộng             | 191                   | 3                     | 25     | 1      | 12         | 0          | 46          | 0           | 1    | 0    | 275       | 4         |
| Tổng cộng sự nghiệp | Tổng cộng sự nghiệp | Tổng cộng sự nghiệp   | 251                   | 3                     | 30     | 1      | 14         | 0          | 46          | 0           | 1    | 0    | 342       | 4         |

1. 1 2 3 4 5  Số lần ra sân tại UEFA Champions League
2. 1 2 3  Số lần ra sân tại UEFA Europa League
3. ↑  Ra sân tại FA Community Shield
4. ↑  Bốn lần ra sân tại UEFA Champions League, sáu lần ra sân tại UEFA Europa League

### Thi đấu quốc tế
Tính đến ngày 14 tháng 7 năm 2024
| Đội tuyển quốc gia | Năm       | Trận | Bàn |
| ------------------ | --------- | ---- | --- |
| Anh                | 2014      | 4    | 0   |
| Anh                | 2015      | 2    | 0   |
| Anh                | 2017      | 1    | 0   |
| Anh                | 2018      | 1    | 0   |
| Anh                | 2021      | 11   | 1   |
| Anh                | 2022      | 9    | 2   |
| Anh                | 2023      | 3    | 0   |
| Anh                | 2024      | 3    | 0   |
| Tổng cộng          | Tổng cộng | 34   | 3   |

Tính đến ngày 19 tháng 6 năm 2023
Điểm số của đội tuyển Anh được liệt kê đầu tiên, cột điểm số cho biết điểm số sau mỗi bàn thắng của Shaw
| No. | Ngày                | Địa điểm                          | Trận | Đối thủ | Bàn thắng | Kết quả              | Giải đấu                    | Ref.   |
| --- | ------------------- | --------------------------------- | ---- | ------- | --------- | -------------------- | --------------------------- | ------ |
| 1   | 11 tháng 7 năm 2021 | Sân vận động Wembley, London, Anh | 16   | Ý       | 1–0       | 1–1 (s.h.p.) (2–3 p) | UEFA Euro 2020              | [ 75 ] |
| 2   | 26 tháng 3 năm 2022 | Sân vận động Wembley, London, Anh | 20   | Thụy Sĩ | 1–1       | 2–1                  | Giao hữu                    | [ 76 ] |
| 3   | 26 tháng 9 năm 2022 | Sân vận động Wembley, London, Anh | 23   | Đức     | 1–2       | 3–3                  | UEFA Nations League 2022–23 | [ 77 ] |

## Danh hiệu

### Câu lạc bộ
Machester United
- FA Cup: 2023–24[78]
- EFL Cup: 2022–23
- FA Community Shield: 2016
- UEFA Europa League: 2016–17; á quân: 2020–21

### Quốc tế
- UEFA European Championship á quân: 2020, 2024

### Cá nhân
- Đội hình xuất sắc nhất năm của Hiệp hội Cầu thủ Chuyên nghiệp Anh (PFA): 2013-14
- Đội hình tiêu biểu của Ngoại hạng Anh (Premier League): 2020-21